# Ala-Pirttijärvi
Ala-Pirttijärvi är en sjö i kommunen Tammerfors i landskapet Birkaland i Finland. Sjön ligger 141,1 meter över havet. Arean är 54 hektar och strandlinjen är 5,04 kilometer lång. Sjön  ingår i Kumo älvs huvudavrinningsområde.   Den ligger omkring 32 km norr om Tammerfors och omkring 190 km norr om Helsingfors. 